# Капітан Конан (фільм)
«Капітан Конан» (фр. Capitaine Conan) — французька військова драма, поставлена у 1996 році режисером Бертраном Таверньє за однойменним романом Роже Верселя, що отримав за нього Гонкурівську премію 1934 року. Головні ролі виконали Філіп Торретон та Самюель Ле Б'ян. У 1997 році фільм було номіновано у дев'яти категоріях на отримання кінопремії «Сезар», у двох з яких він здобув перемогу: за найкращу режисерську роботу (Бертран Таверньє) та найкращу чоловічу роль (Філіп Торретон) .

## Сюжет
Листопад 1918 року, Болгарія наприкінці Першої світової війни. Офіцер французької армії, командир розвідувальної роти капітан Конан (Філіп Торретон) та його люди чекають наказу. Конан вважає себе не солдатом, але воїном: солдат воює, воїн — що не боїться ризикувати, дивитися смерті в обличчя і проливати кров — перемагає. Конан переконаний, що саме кровожерна доблесть його самого і його людей виграли війну з Німеччиною. Солдати загону Конана готові йти за командиром хоч на край світу, і це не дивно: Конан — людина пряма і чесна, він норовливий і упертий, природжений лідер.
Проте, тоді як похмура натура Конана під час війни була даром Божим, в мирний час вона призводить лише до неприємностей, особливо коли капітан зі своїми друзями Норбером (Самюель Ле Б'ян) та лейтенантом Де Севом (Бернар Ле Кок) послані патрулювати нині спокійний кордон. Конан і його бійці занадто звикли до бійні, щоб так просто розлучитися з її смертельними обіймами, тому вони починають влаштовувати вилазки у Балканські гори. Ситуація досягає піка, коли під час пограбування-атаки на нічний клуб відбувається вбивство двох жінок; Конан і його люди піддані військовому трибуналу, що призводить до суперечки між капітаном і його близьким другом Норбером, який поважає Конана, але не розділяє безоглядного ентузіазму свого командира…

## У ролях
| Філіп Торретон    | ···· | капітан Конан          |
| Самюель Ле Б'ян   | ···· | лейтенант Норбер       |
| Бернар Ле Кок     | ···· | лейтенант де Сев       |
| Катрін Ріш        | ···· | Мадлен Ерлен           |
| Мішель Шарваз     | ···· | сержант Сокол          |
| Франсуа Берлеан   | ···· | командир Був'є         |
| Клод Ріш          | ···· | генерал Пітар де Лазьє |
| Андре Фалькон     | ···· | полковник Войрін       |
| Клод Броссе       | ···· | батько Дюбрейля        |
| Сесіль Вассор     | ···· | Жоржетта               |
| Франсуа Леванталь | ···· | Форжоль                |
| Фредерік П'єро    | ···· | начальник потяга       |
| Жан-Клод Калон    | ···· | співробітник Луазі     |
| Лоран Шиллінг     | ···· | Бельяр                 |
| Жан-Ів Роан       | ···· | Розіц                  |

в інших ролях:
- Філіп Ельєс
- Тоніо Десканвель
- Ерік Савін
- Олів'є Лусто
- Бруно Терасс
- Жан-Марі Жуан
- Лоран Бато
- Філіп Фрекон
- Патрік Броссар
- Івон Кренн
- Крістоф Оден
- Крістоф Ван де Вельд
- Марія Пітаррезі
- Олів'є Брюне
- Фредерік Діфенталь
- Даніель Лангле
- Г'юберт Равель
- Філіп Лельєвр
- Лоран Лабасс
- Юджин Крістеа
- Олів'є Крувільє
- Жан-Клод Фріссунг
- Адріан Пінтеа
- Мірча Стоян
- Ольга Тудораке
- Мерієн Стен
- Клаудіу Істодор
- Давид Брекур
- Евгенія Босенчяну
- Патрік Піно
- Франсуаза Сейдж
- Крістоф Вандевельд

## Визнання
| Нагороди та номінації фільму «Капітан Конан» | Нагороди та номінації фільму «Капітан Конан» | Нагороди та номінації фільму «Капітан Конан»    | Нагороди та номінації фільму «Капітан Конан» | Нагороди та номінації фільму «Капітан Конан» | Нагороди та номінації фільму «Капітан Конан» |
| Рік                                          | Нагорода                                     | Категорія                                       | Номінант                                     | Результат                                    |                                              |
| -------------------------------------------- | -------------------------------------------- | ----------------------------------------------- | -------------------------------------------- | -------------------------------------------- | -------------------------------------------- |
| 1996                                         | Кінофестиваль в Сан-Себастьяні               | Золота мушля                                    | Бертран Таверньє                             | Номінація                                    |                                              |
| 1996                                         | Кінофестиваль в Сан-Себастьяні               | Приз ФІПРЕССІ                                   | Бертран Таверньє                             | Перемога                                     |                                              |
| 1996                                         | Кінофестиваль в Сан-Себастьяні               | Спеціальна згадка за найкраще оформлення фільму | Гі-Клод Франсуа                              | Перемога                                     |                                              |
| 1996                                         | Кінофестиваль в Сан-Себастьяні               | Приз солідарності                               | Бертран Таверньє                             | Перемога                                     |                                              |
| 1997                                         | Премія «Сезар»                               | Найкращий фільм                                 | Капітан Конан                                | Номінація                                    |                                              |
| 1997                                         | Премія «Сезар»                               | Найкраща режисерська робота                     | Бертран Таверньє                             | Перемога                                     |                                              |
| 1997                                         | Премія «Сезар»                               | Найкращий актор                                 | Філіп Торретон                               | Перемога                                     |                                              |
| 1997                                         | Премія «Сезар»                               | Найперспективніший актор                        | Філіп Торретон                               | Номінація                                    |                                              |
| 1997                                         | Премія «Сезар»                               | Найперспективніший актор                        | Самюель Ле Б'ян                              | Номінація                                    |                                              |
| 1997                                         | Премія «Сезар»                               | Найкращий сценарій                              | Бертран Таверньє, Жан Космо                  | Номінація                                    |                                              |
| 1997                                         | Премія «Сезар»                               | Найкращі декорації                              | Гі-Клод Франсуа                              | Номінація                                    |                                              |
| 1997                                         | Премія «Сезар»                               | Найкращий звук                                  | Жерар Лампс, Мішель Деруа                    | Номінація                                    |                                              |
| 1997                                         | Премія «Сезар»                               | Найкращий дизайн костюмів                       | Аньєс Евейн, Жаклін Моро                     | Номінація                                    |                                              |
| 1997                                         | Кінофестиваль романтичного кіно у Кабурі     | Найкращий актор                                 | Філіп Торретон                               | Перемога                                     |                                              |
| 1997                                         | Міжнародний кінофестиваль у Денвері          | Приз глядацьких симпатій за найкращий фільм     | Капітан Конан                                | Перемога                                     |                                              |
| 1997                                         | Міжнародний кінофестиваль у Денвері          | Приз Кшиштофа Кесльовського                     | Бертран Таверньє                             | Перемога                                     |                                              |
| 1997                                         | Приз Європейської кіноакадемії               | Найкращий фільм                                 | Капітан Конан                                | Номінація                                    |                                              |
| 1997                                         | Приз Європейської кіноакадемії               | Найкращий актор                                 | Філіп Торретон                               | Номінація                                    |                                              |
| 1997                                         | Приз Французького синдикату кінокритиків     | Найкращий фільм                                 | Капітан Конан                                | Перемога                                     |                                              |
| 2003                                         | Каннський кінофестиваль                      | Найкращий дизайн DVD-релізу                     | Капітан Конан                                | Перемога                                     |                                              |